# Andrei Ivan
Andrei Ivan (n. 4 ianuarie 1997, Moreni, Dâmbovița, România) este un fotbalist român liber de contract, care joacă pe post de atacant. Pe plan internațional, are prezențe la națională pentru România Sub-19, România, România Sub-17 și România Sub-21.

## Cariera de jucător
Andrei Ivan și-a început cariera de fotbalist la CSM Moreni, echipa din orașul său natal, unde a fost antrenat de Mircea Petrescu. În 2012, a fost transferat la Sporting Pitești.
În anul 2014, Ivan a semnat cu CS Universitatea Craiova pentru o sumă necunoscută, însă presa din România a speculat că ar fi fost vorba despre 100.000 de euro. La data de 2 august, a marcat primul său gol pentru formația craioveană, chiar în meciul său de debut. El a jucat 8 minute în înfrângerea contra echipei Steaua București.

## Cariera internațională
Ivan a debutat la echipa națională pe data de 17 noiembrie, jucând în ultimele cinci minute din egalul 2-2 contra echipei naționale a Italiei, într-un meci amical.